# سوخوي سو-33
سوخوي سو-33 (بالروسية: Сухой Су-33)،(لقب تعريف الناتو: Flanker-D) مقاتلة تفوق جوي ثنائية المحرك تعمل في جميع الأحوال الجوية وعلى متن حاملات الطائرات، صممتها شركة سوخوي وصنعتها KnAAPO، وهي مطورة من سوخوي سو-27، وكانت تعرف في البداية باسم سو-27K، استخدمت لأول مرة في عمليات عام 1995 على متن حاملة الطائرات الأدميرال كوزنستوف، دخلت الخدمة رسمياً في أغسطس 1998، وتم تسميتها في تلك الفترة «سو 33». في أعقاب تفكك الاتحاد السوفيتي والانكماش اللاحق للبحرية الروسية، تم إنتاج 24 طائرة فقط، وتراجعت مبيعاتها.
بمقارنة السوخوي سو-33 مع سوخوي سو-27 فإنها معززة بعدة هبوط، وهيكل لطي الأجنحة والرافعات الموازنة، لجميع عمليات الإقلاع من متن حاملات الطائرات، بالإضافة إلى أجنحتها الأكبر من طائرات الإقلاع البري لزيادة الرفع، ومزودة بنظام التزود بالوقود جواً.

## المستخدمون
روسيا
- البحرية الروسية

### اقتباسات
1. ↑  وصلة مرجع: http://lenta.ru/articles/2012/06/15/su33/.

## روابط خارجية
- Official Sukhoi Su-33 webpage
- Sukhoi Su-33 page on Milavia.net
- Sukhoi Su-33 and Su-33UB Flanker D on Ausairpower.net
- Su-33 (Su-27K) page on Globalsecurity.org
- Sukhoi Su-33 page on Aerospaceweb.org
- Photos of Su-33 on Flankers-site.co.uk
- J-15 and T-10K prototype نسخة محفوظة 9 سبتمبر 2011 على موقع واي باك مشين.
- Sukhoi Su-33 walkaround